# Доња Сопотница (Ново Горажде)
Доња Сопотница је насељено мјесто у општини Ново Горажде, Република Српска, БиХ. Према попису становништва из 2013. насеље више нема становника.
Овде се налази капела Светог Димитрија освештана 8. новембра 2018. године.

## Историја
Прије рата, насеље се у потпуности налазило у саставу предратне општине Горажде. Послије потписивања Дејтонског споразума, дио његове територије улази у састав Републике Српске.

## Становништво
Према званичним пописима, Доња Сопотница је имала сљедећи етнички састав становништва:
| Демографија | Демографија | Демографија |
| Година      | Становника  | Становника  |
| ----------- | ----------- | ----------- |
| 2013.       | 0           |             |